# Марция Отацилия Севера
Ма́рция Отаци́лия Севе́ра (лат. Marcia Otacilia Severa; III век) — римская императрица, супруга императора Филиппа I Араба, который правил в 244—249 годах.

## Биография
Происходила из семьи нобилей и патрициев. Дочь сенатора Отацилия Севера, проконсула Македонии, а затем Мёзии, и аристократки из известного патрицианского рода Марциев. Получила хорошее домашнее образование. В 234 году вышла замуж за Марка Юлия Филиппа, префекта претория.
В 244 году после смерти императора Гордиана III во время персидского похода, армия и преторианцы избрали Марка Юлия Филиппа августом. Возможно, Марция Отацилия вместе с мужем была причастна к убийству Гордиана. После того, как Филипп был провозглашён императором, он в том же году сделал супругу императрицей. Супруги интересовались христианской верой, однако сами не крестились. Тем не менее, Марция поддерживала переписку с известными христианскими теологами, в том числе с Оригеном.
С восстанием Деция в 249 году времена правления Филиппа и его жены кончились. Вскоре Филипп погиб в битве при Вероне. Судьба же самой августы не известна. По одной версии, её вместе с сыном убили преторианцы, по другой она переехала в Шахбу, родной город погибшего супруга, где жила уединённо.